# Pontlatz-Kaserne

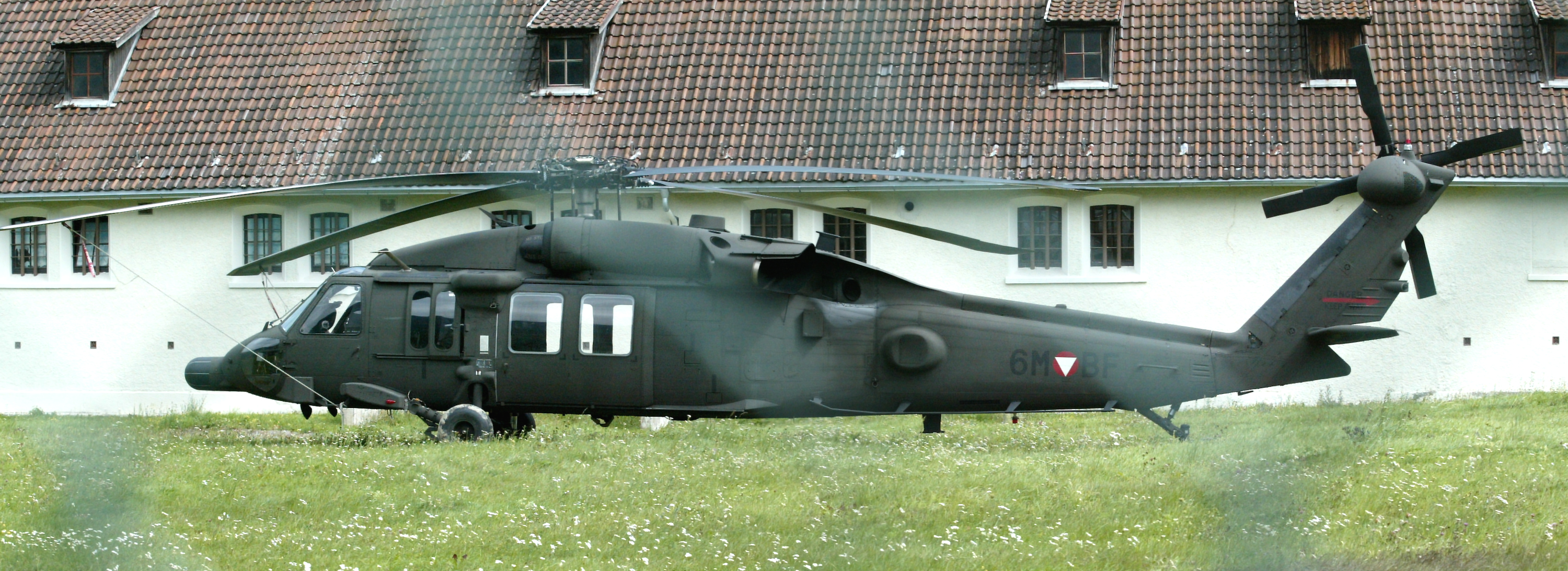
Blackhawk-Hubschrauber in der Pontlatz-Kaserne

Die Pontlatz-Kaserne ist eine Kaserne des österreichischen Bundesheers in der Stadt Landeck in Tirol. Benannt ist die Kaserne nach der Pontlatzer Brücke, wo in den Jahren 1703 und 1809 zweimal kriegerische Hinterhalte durchgeführt wurden. 

## Geschichte
Erbaut wurde die Pontlatz-Kaserne am Ende der Ersten Republik im Jahr 1937. Sie bestand zu dieser Zeit aus sieben Gebäuden: Drei Mannschafts-, einem Kommando- und einem Schulgebäude sowie einer Küche und einem Stall. In Landeck untergebracht wurden vom Bundesheer der Ersten Republik zunächst Truppenteile des Wiener Infanterieregiments Nr. 6 „Hoch- und Deutschmeister“. Nach dem Anschluss Österreichs an das Deutsche Reich waren zu Beginn des Zweiten Weltkriegs in der Kaserne Teile des III. Bataillons des Gebirgsjäger-Regiments 136 (2. Gebirgs-Division) der Wehrmacht untergebracht. Nach dem Ende des Zweiten Weltkriegs wurde die Kaserne zunächst von den französischen Besatzungstruppen übernommen und nach Abschluss des Österreichischen Staatsvertrags 1955 an das österreichische Bundesheer zurückgegeben. Lange Zeit war in der Landecker Pontlatz-Kaserne eine Tragtierstaffel des Bundesheeres stationiert.
Durch die Lage der Stadt Landeck am Eingang des Paznauntals kam der Pontlatz-Kaserne bei der Lawinenkatastrophe von Galtür im Jahr 1999 eine wichtige Rolle als Einsatzzentrum des Bundesheers und als Feldflugplatz zu. Der größte Teil der zur Evakuierung eingesetzten Hubschrauber landeten direkt auf dem Kasernengelände. Seit dem Jahr 2009 befindet sich in der Pontlatz-Kaserne auch das Katastrophenschutzmagazin des Landes Tirol.
In der Kaserne disloziert sind Truppenteile des 2017 neu aufgestellten Jägerbataillons 6 (JgB 6):
- 1. hochgebirgsbewegliche Jägerkompanie / Jägerbataillon 6
- 2. hochgebirgsbewegliche Jägerkompanie / Jägerbataillon 6